# 蘭戈拉鎮區 (明尼蘇達州本頓縣)
蘭戈拉鎮區（英語：Langola Township）是位於美國明尼蘇達州本頓縣的一個行政鎮區。

## 地方資料
蘭戈拉鎮區的面積為107.00平方千米，當中陸地面積為103.00平方千米，而水域面積為4.00平方千米。根據2020年美國人口普查的數據，當地共有人口1012人，而人口密度為每平方千米9.46人。